# ジャパンマルチメディア放送
株式会社ジャパンマルチメディア放送（ジャパンマルチメディアほうそう）は、かつてあった移動受信用地上基幹放送の事業統括会社である。

## 概要
地上アナログテレビ放送停波後のVHF-Low帯（90-108MHz）を利用するマルチメディア放送i-dioの統括会社として設立された。
出資比率からエフエム東京の持分法適用関連会社であった。
当初の社名はBIC株式会社、Broadcasting Innovation Companyの略である。
基幹放送局提供事業者VIPと認定基幹放送事業者6社を傘下に抱えていた。
この内、VIPは完全子会社であり、東京マルチメディア放送をマスメディア集中排除原則にいう支配関係に置いていた。
i-dioは、2014年（平成26年）に7放送対象地域の特定基地局開設計画が認定された。
2016年（平成28年）に東京局・大阪局・福岡局・名古屋局が開局。
また、地方自治体向けに災害情報伝達システムV-ALERTを開発、普及を図るともした。
以後2018年（平成30年）に宮城局・広島局が、2019年（平成31年）に札幌局が開局。
全放送対象地域で7親局と9中継局の計16局が開局した。
V-ALERT業務も認定基幹放送事業者3社が開始した。
しかし2019年（令和元年）にi-dioは業績不振であることが、エフエム東京のTOKYO SMARTCASTに対する不正な株取引に端を発した粉飾決算により表面化し、ジャパンマルチメディア放送も特別損失を計上。
エフエム東京はi-dioの事業継続を断念した。
詳細はエフエム東京#不正会計問題を参照
2020年（令和2年）に放送を終了してV-ALERT業務のみ継続することとなり、VIPは終了と同時にV-ALERT対応の3局以外を廃止、未対応の認定基幹放送事業者3社は年内に解散した。
以後V-ALERT業務の終了次第、廃局と解散が続き2022年（令和4年）中に完了した。
2023年（令和5年）に資本金を減資後、解散。VIPも直後に解散した。
2024年（令和6年）に東京地方裁判所が特別清算の開始を決定した。負債総額は47億5392万円。
特別清算は年内に終結した。

## 事業収支
電子公告から抜粋。
| 年度                | 売上高  | 営業利益   | 経常利益   | 特別利益    | 純利益      | 出典             |
| ------------------- | ------- | ---------- | ---------- | ----------- | ----------- | ---------------- |
| 平成25年度          | －      | △8,451,287 | △8,451,287 | －          | △8,609,587  | 第1期損益計算書  |
| 平成26年度          | －      | △74,937    | △96,904    | －          | △100,814    | 第2期損益計算書  |
| 平成27年度          | －      | △167,794   | △6,902     | －          | △311,213    | 第3期損益計算書  |
| 平成28年度          | 420,750 | 37,629     | 39,303     | －          | 39,303      | 第4期損益計算書  |
| 平成29年度          | 462,010 | 18,442     | 23,628     | －          | 22,418      | 第5期損益計算書  |
| 平成30年度          | 492,550 | 22,282     | 66,668     | △11,653,659 | △11,594,961 | 第6期損益計算書  |
| 令和元年度          | 270,550 | △36,993    | 6,795      | △1,951,277  | △1,945,691  | 第7期損益計算書  |
| 令和2年度           | 56,962  | △82,430    | △60,947    | △3,266      | 268,340     | 第8期損益計算書  |
| 令和3年度           | 47,340  | △52,175    | △102,628   | 707,060     | 603,222     | 第9期損益計算書  |
| 令和4年度           | 35,144  | △33,194    | △95,118    | 6,044       | 89,144      | 第10期損益計算書 |
| 単位は千円、△は損失 |         |            |            |             |             |                  |

## 沿革
2014年（平成26年）
- 1月16日 - BIC株式会社設立[15]
- 7月15日 - 総務省情報流通行政局が6広域圏と北海道の特定基地局開設計画を認定[16]
- 10月16日 - 産業革新機構（現・INCJ）が10億円を上限とする出資を決定[17][18]

2016年（平成28年）
- 2月22日 - 東京マルチメディア放送が支配関係下に[19]
- 3月1日 - 東京局・大阪局・福岡局（圏内の3局含む）開局、関東・甲信越広域圏、近畿広域圏、九州・沖縄広域圏での放送開始[20]
- 7月1日 - 名古屋局開局、東海・北陸広域圏での放送開始[21]

2017年（平成29年）
- 6月30日 - 社名をBIC株式会社から株式会社ジャパンマルチメディア放送に変更[22]

2018年（平成30年）
- 5月1日 - 宮城局・喜多方局開局、東北広域圏での放送開始[23]
- 6月26日 - 広島局開局、中国・四国広域圏での放送開始[24]

2019年（平成31年、令和元年）
- 4月1日 - 札幌局開局、北海道での放送開始[25]
- 12月25日 - 認定基幹放送事業者6社と共に2020年3月31日をもってi-dioを終了と発表[26]、但し喜多方市、焼津市、加古川市が導入したV-ALERTは継続[27]

2020年（令和2年）
- 3月31日
  - 正午に放送終了[28]
  - INCJは保有するジャパンマルチメディア放送の株式をエフエム東京に譲渡[29]、新たなビジネスモデルの実現という投資の意義が困難と判断したもの[30]
- 5月8日 - 九州・沖縄マルチメディア放送解散[31]
- 6月24日 - 東京マルチメディア放送解散[32]
- 6月26日 - 中国・四国マルチメディア放送解散[33]

2021年（令和3年）
- 5月21日 - 中日本マルチメディア放送解散[34]

2022年（令和4年）
- 6月16日 - 大阪マルチメディア放送解散[35]
- 12月13日 - 北日本マルチメディア放送解散[36]

2023年（令和5年）
- 2月8日 - 資本金を100万円に、資本準備金を0円に減資[37]
- 9月14日 - 株主総会で解散を決議[38]
- 10月6日 - VIP解散[39]

2024年（令和6年）
- 1月12日 - 特別清算開始の決定[40]
- 3月19日 - 特別清算終結[41]
- 4月25日 - 清算結了により登記閉鎖[42]、法人格消滅